# Stichting Epilepsie Instellingen Nederland

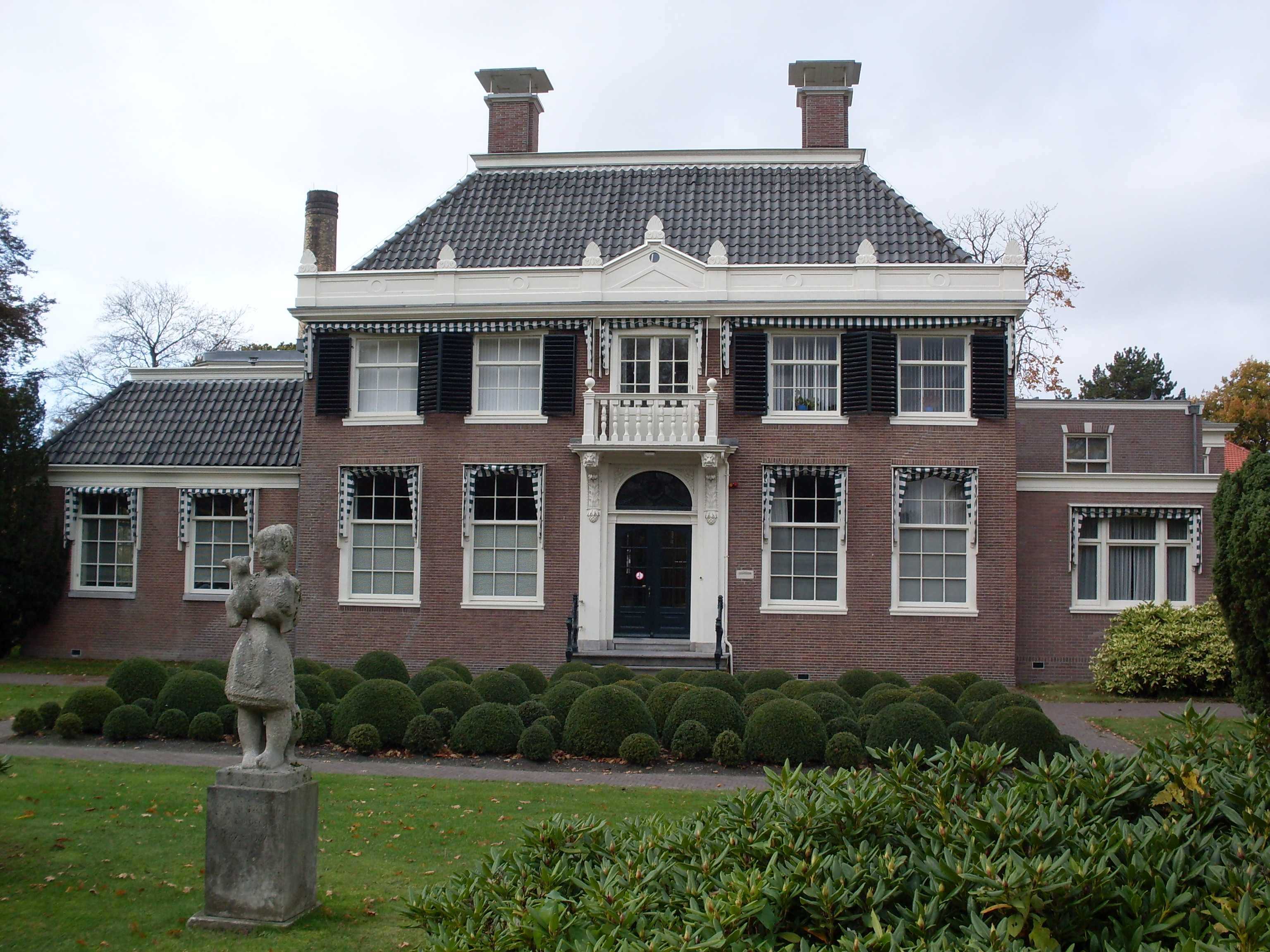
Het Herenhuis op Meer en Bosch te Heemstede

Stichting Epilepsie Instellingen Nederland ook wel 'SEIN, expertisecentrum voor epilepsie en slaapgeneeskunde' is een van de twee epilepsiecentra die Nederland rijk is, de ander is Kempenhaeghe.
SEIN biedt diagnostiek, behandeling en begeleiding aan mensen met
- moeilijk behandelbare epilepsie
- aanvallen die op epilepsie lijken, maar het niet zijn
- slaapstoornissen

Het doen van wetenschappelijk onderzoek is een belangrijke taak van SEIN als expertisecentrum. SEIN heeft drie hoofdlocaties met klinieken en woonvoorzieningen in Heemstede (Meer en Bosch), Cruquius en Zwolle. Daarnaast 12 poliklinieken en een school voor speciaal onderwijs School de Waterlelie in Cruquius. 
SEIN is geaccrediteerd door Qualicor en heeft als enige zorginstelling in Nederland de Diamanten status ontvangen voor haar kwaliteit van zorg. 

## Geschiedenis

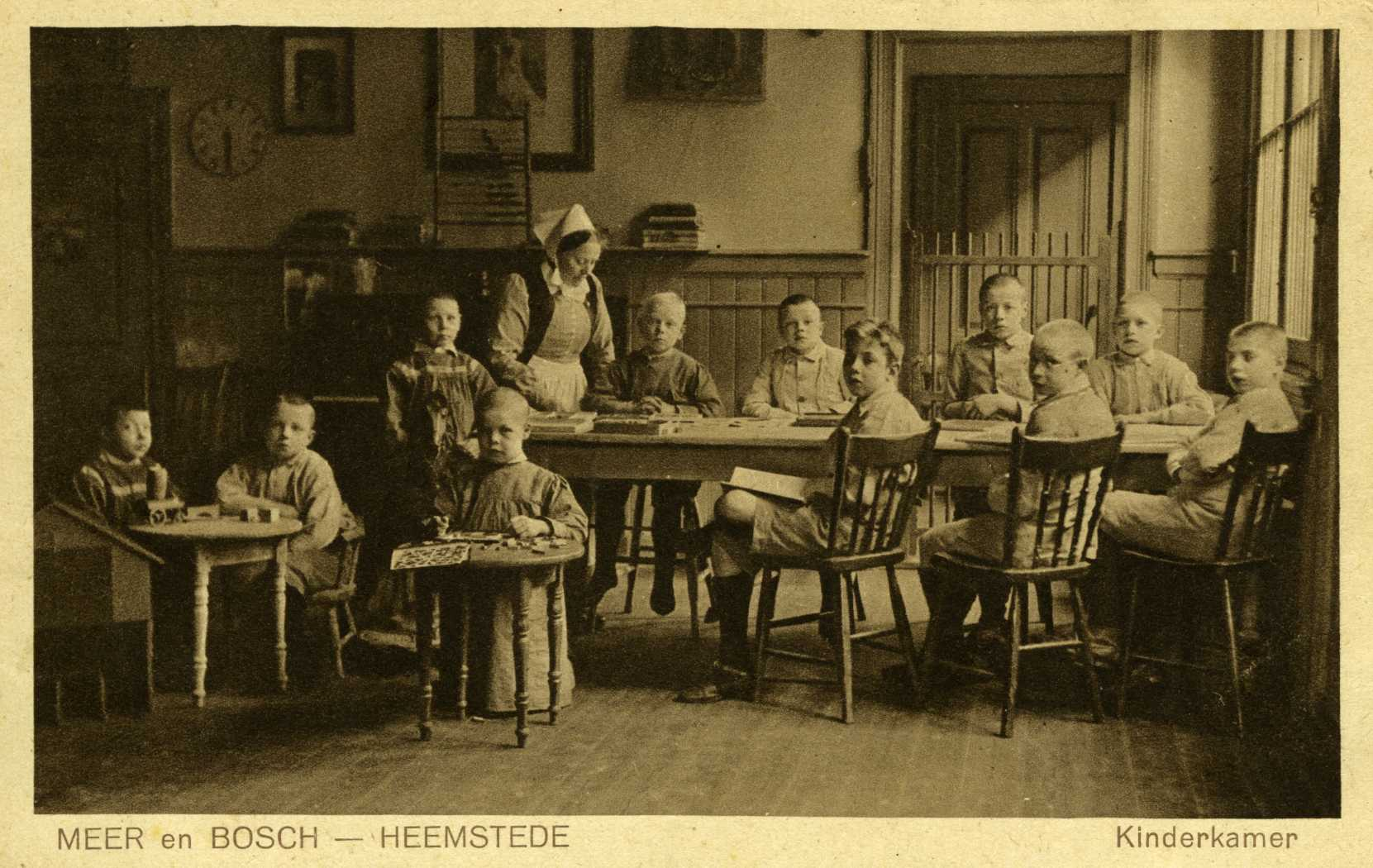
Kinderafdeling Meer en Bosch (ca. 1910)

In 1882 werd op initiatief van freule Teding van Berkhout de Christelijke Vereniging voor de Verpleging van Lijders aan Vallende Ziekte opgericht. In 1884 werden de eerste patiënten opgenomen. De vereniging kocht dankzij een grote gift de buitenplaats Meer en Bosch in Heemstede; er werden daar aparte verblijven voor vrouwen en voor mannen ingericht. Patiënten moesten hun verblijf zelf betalen. De eerste klasse verpleging 1200 gulden per jaar, tweede klasse 800 en de derde klasse 400 of 260 gulden (afhankelijk van de afdeling). Er waren ook twee verblijfsafdelingen in Haarlem; Bethesda en Serepta. Het verzorgend personeel bestond voornamelijk uit diaconessen en diaconen. In 1895 werd een inzamelingsfonds opgericht voor degenen die de verpleegprijs niet konden betalen, het heette De Macht van het Kleine en is tegenwoordig onderdeel van het Epilepsiefonds. 
De enig mogelijke behandeling van vallende ziekte was aanvankelijk met broom. In 1912 kwam fenobarbital ter beschikking, dat tonisch-clonische grote aanvallen kan voorkomen, maar sedatie als vervelende bijwerking heeft, zeker in hogere dosering. In 1938 werd het middel fenytoïne ontdekt. Vanaf 1935 werden er in het hele land poliklinieken voor 'lijders aan vallende ziekte' opgericht. Een doorbraak was de bouw in 1933 van de Koningin Emmakliniek op het terrein van Meer en Bosch, het tegenwoordige Dr. A.M. Lorentz de Haas Laboratorium. Er waren nu ruime faciliteiten op het gebied van diagnostiek en onderzoek, er was zelfs een operatiekamer. Er kwam ook een afdeling voor elektro-encefalografie. De instelling had inmiddels een erkenning als categoraal ziekenhuis.
In de jaren zestig kwam carbamazepine en een aantal jaar later natriumvalproaat op de markt, middelen die de epilepsiebehandeling ingrijpend veranderden.
In de jaren 70 kwam er een einde aan de gescheiden verpleging. In 1966 werden de huizen in Haarlem gesloten en bouwde men een 'dorp' met woonpaviljoens: de Cruquiushoeve in de gemeente  Haarlemmermeer. Meer en Bosch ging Instituut voor Epilepsiebestrijding heten. In 1998 werd de naam na een fusie: Stichting Epilepsie Instellingen Nederland (SEIN). In 1999 ging de kliniek Heemstaete in Zwolle open. In 2008 kwam daar ook een woonvoorziening voor 40 personen tot stand.

## Werkwijze
SEIN heeft behalve neurologen ook gedragsdeskundigen, epilepsieverpleegkundigen,  maatschappelijk werkenden en andere disciplines in huis. De patiënt wordt multidisciplinair benaderd, omdat epilepsie enerzijds grote gevolgen kan hebben voor iemands leven en anderzijds beïnvloeden die gevolgen de epilepsie weer. Geregeld doet SEIN mee met onderzoek naar nieuwe geneesmiddelen en behandelingen. SEIN was bijvoorbeeld betrokken bij de uitbouw van epilepsiechirurgie in Nederland. 

## Opname
Voor een minderheid van de epilepsiepatiënten is een klinische opname noodzakelijk. Bijvoorbeeld wanneer er medicatie gestopt of gesaneerd moet worden of wanneer de diagnose niet vaststaat. Het personeel is getraind in het herkennen en duiden van de verschillende types van epileptische aanvallen. Men beschikt over specialistische apparatuur die het mogelijk maakt tijdens een insult dadelijk een elektro-encefalogram en de optredende verschijnselen vast te leggen.

## Toezicht Inspectie
Door de Inspectie voor de Gezondheidszorg werd in 2012 onderzoek gedaan naar de kwaliteit van de zorg binnen SEIN. Aanleiding was de melding van meerdere sterfgevallen in de instelling,  waaronder dat van een 13-jarige die in het logeerhuis van de vestiging te Cruquius verbleef.